# 龙凤区
龙凤区是黑龙江省大庆市下辖的一个市辖区。位于大庆市东部，是大庆市三个主城区之一。辖区面积415.8平方公里。

## 行政区划
龙凤区下辖8个街道办事处、1个镇：
龙凤街道、兴化街道、卧里屯街道、东光街道、三永街道、黎明街道、龙政街道、湿地街道、龙凤镇和高新区农场。

## 人口民族
根據第七次人口普查數據，截至2020年11月1日零時，龍鳳區常住人口為290827人。

## 文化教育
- 省级重点中学：大庆市第四中学
- 其他初高中：大庆市第三十九中学，大庆市第十九中学，大庆市六十中，大庆市五十七中，大庆市五十一中，大庆市六十一中等。

## 著名景点
- 龙凤公园
- 龙凤湿地自然保护区

## 医疗机构
- 大庆市第五人民医院
- 龙凤区医院